# エムティエ (シャラント県)
エムティエ （Eymouthiers）は、フランス、ヌーヴェル＝アキテーヌ地域圏、シャラント県のコミューン。

## 地理
エムティエはシャラント県の東端にあり、ドルドーニュ県の花崗岩質の地形の一部であるペリゴール・ヴェール地方に属する。町に通じる主要道はモンブロン、ラ・ロシュフコーを通じてマールやドルドーニュ県へつながる県道6号線である。
町の名称ともなっているエムティエ集落は、高い丘のふもとにある小さな集落だが、教会も役場もない。モンブロンからピエギュ＝プロヴェールへ向かう県道6号線途上のラ・トリシュリー集落が、教会と役場を備えた、町の中心地と呼べるところである。
シャラント川の支流、タルドワール川がコミューンの北側を流れる。エムティエ集落のサン・ピエール泉、マルサック泉は小さな支流となっている。これらの小川は灌漑されて美しい草地を流れ、家畜が好む所となっている。

## 歴史
中世、エムティエの教区はリモージュのサン・マルティアル教会参事会に統合されていた。
シェ・マノ集落にある古い礼拝堂は、かつてはハンセン病患者のために使われ、聖ロックに捧げられていた。礼拝堂は1862年に再建されている。

## 人口統計
| 1962年 | 1968年 | 1975年 | 1982年 | 1990年 | 1999年 | 2006年 | 2011年 |
| ------ | ------ | ------ | ------ | ------ | ------ | ------ | ------ |
| 298    | 237    | 242    | 235    | 279    | 296    | 304    | 302    |

参照元:1999年までEHESS、2004年以降INSEE